# Carl Gustav Hempel
Carl Gustav Hempel, född 8 januari 1905 i Oranienburg, Tyskland, död 9 november 1997 i New Jersey, USA, var en tysk filosof som inriktade sig särskilt på vetenskapsteori. 

## Biografi
Hempel var en av de stora tänkarna inom 1900-talets logiska positivism.
Med den logiska empirismen som grund gav han viktiga bidrag till den vetenskapteoreriska forskningen genom bland annat Fundamentals of concept formation in empirical science (1952). Han är känd för utformningen av den deduktiv-nomologiska förklaringsmodellen.